# Институт за икономическа политика
Институтът за икономическа политика е сдружение с нестопанска цел. Основан е на 12 май 1997 г., а седалището му е в гр. София, п.к. 1463, ул. Хан Аспарух № 2, ет. 4.
Според декларираното, целта на Институтът за икономическа политика е да насърчава и подпомага прилагането на принципите на свободното пазарно стопанство за ефективното участие на България в световната икономика и членството ѝ в Евроатлантическите структури (Република България е член на НАТО от 2004 г. и член на ЕС от 2007 г.).
Задачите които си поставя Институтът за икономическа политика са:
1. да обединява експерти за изследвания и обмяна на идеи;
2. да формулира предложения за ефективни икономически политики;
3. да насърчава публични дискусии по икономически проблеми;
4. да предоставя независими експертизи и анализи;
5. да информира и оказва влияние върху процеса на вземане на решения и обществото;
6. да насърчава активен диалог;
7. да изследва икономически проблеми и да съдейства за прилагането на чуждестранен опит;
8. да разработва алтернативни подходи към икономическите проблеми,

за изпълнението на които:
- изготвя препоръки към правителството и парламента;
- търси и анализира алтернативни подходи към икономическата политика;
- изготвя препоръки целящи насърчаването на икономическия растеж, както и образователни програми за политици, мениджъри на корпорации и частни предприемачи и независими изследвания по икономически проблеми.